# Tribunal suprême populaire (Cuba)
Le Tribunal suprême populaire (Tribunal Supremo Popular) est l'organe suprême du pouvoir judiciaire à Cuba, depuis la réorganisation de 1973.
Il remplace le Tribunal Supremo de Cuba, créé en 1898, institutionnalisé en 1909.

## Fonctionnement
Il est élu par l'Assemblée nationale du pouvoir populaire devant laquelle il doit rendre des comptes. Le pouvoir judiciaire est indépendant du pouvoir exécutif, puisque tous les juges, à tous les niveaux, sont élus par l'Assemblée nationale, les juges provinciaux par les Assemblées provinciales et les juges municipaux par les Assemblées municipales.
Le Tribunal suprême populaire se compose d'un président, d'un vice-président et de l'ensemble des juges professionnels et non professionnels et est structuré comme suit : l'assemblée plénière, le Conseil d'État, ainsi que les cours pénale, civile, administrative, militaire du travail et des crimes contre l'État.
Le Tribunal suprême populaire ainsi que les autres tribunaux institués par la loi rendent la justice au nom du peuple. En vertu de l'article 121 de la Constitution, ils sont indépendants mais sont « subordonné[s] sur le plan hiérarchique, à l’Assemblée Nationale du Pouvoir Populaire et au Conseil d'État ». Les juges peuvent être révoqués par l'organe politique qui les a désignés.
L'Assemblée nationale élit les juges, dont le président et les vice-présidents, du Tribunal suprême populaire. Le Conseil d'État peut, à travers le Conseil de gouvernement du Tribunal suprême populaire, donner des instructions générales aux tribunaux.
À Cuba, les avocats sont des employés de l'État. Selon Amnesty International, cela pourrait porter atteinte au droit à la défense, car les avocats des accusés pourraient hésiter à confronter les procureurs et à questionner les preuves soumises par les institutions de sécurité.